# TGS Pforzheim
Die TGS Pforzheim (Turngesellschaft Pforzheim 1895 e. V.) ist ein Sportverein aus Pforzheim im Nordwesten Baden-Württembergs. Neben einigen Breitensportangeboten wird in der TGS Handball als Leistungssport betrieben; die erste Handball-Männermannschaft spielte in der 3. Liga.

## Handballabteilung
Damit gelang dem Verein über mehrere Jahre hinweg eine kontinuierliche Entwicklung, beginnend mit dem Aufstieg in die badische Landesliga in der Saison 2000/01. In der Saison 2006/07 konnte die TGS dort die Meisterschaft und damit den Aufstieg in die Badenliga feiern, drei Jahre später in der Saison 2009/10 folgte die Badenliga-Meisterschaft und der Aufstieg in die Oberliga Baden-Württemberg (BWOL). Als Meister der BWOL-Saison 2012/13 stieg die TGS schließlich in die 3. Liga auf.
Trainer der Mannschaft ist seit August 2013 der frühere Nationalspieler Andrej Klimovets, der in der Vorsaison als Spieler verpflichtet werden konnte und entscheidenden Anteil am Aufstiegserfolg hatte.
In der Saison 2016/2017 belegte man mit 41:19 Punkten den 3. Platz der 3. Liga Süd und qualifizierte sich damit für die 1. Runde des DHB-Pokals.
Ende Januar 2019 wurde bekannt, dass Klimovets die TGS im Sommer 2019 verlassen wird. Zu Beginn der Saison 2019/20 übernahm Michael Rost die Leitung der ersten Herrenmannschaft. Anfang Oktober erklärte Rost seinen Rücktritt vom Trainerposten. Diese Position übernahmen daraufhin Florian Taafel und Timo Hufnagel. Im Januar 2020 kehrte der ehemalige Trainer Andrej Klimovets bis Saisonende als Trainer zurück. Zu Beginn der Saison 2020/21 wurde Tobias Müller als neuer Trainer des Drittliga-Teams der TGS Pforzheim vorgestellt. Aus der 3. Liga stieg der Verein nach neunjähriger Zugehörigkeit in der Spielzeit 2021/22 ab und Florian Taafel übernahm das Traineramt. Unter seiner Leitung gelang der Mannschaft ein Jahr später der Wiederaufstieg als Meister mit einer Punkteausbeute von 52:16. Nachdem die TGS Pforzheim nach der Saison 2023/24 aus der 3. Liga abgestiegen war, begann die Herrenmannschaft einen Neuanfang in der Bezirksoberliga.